# Societat Athenea

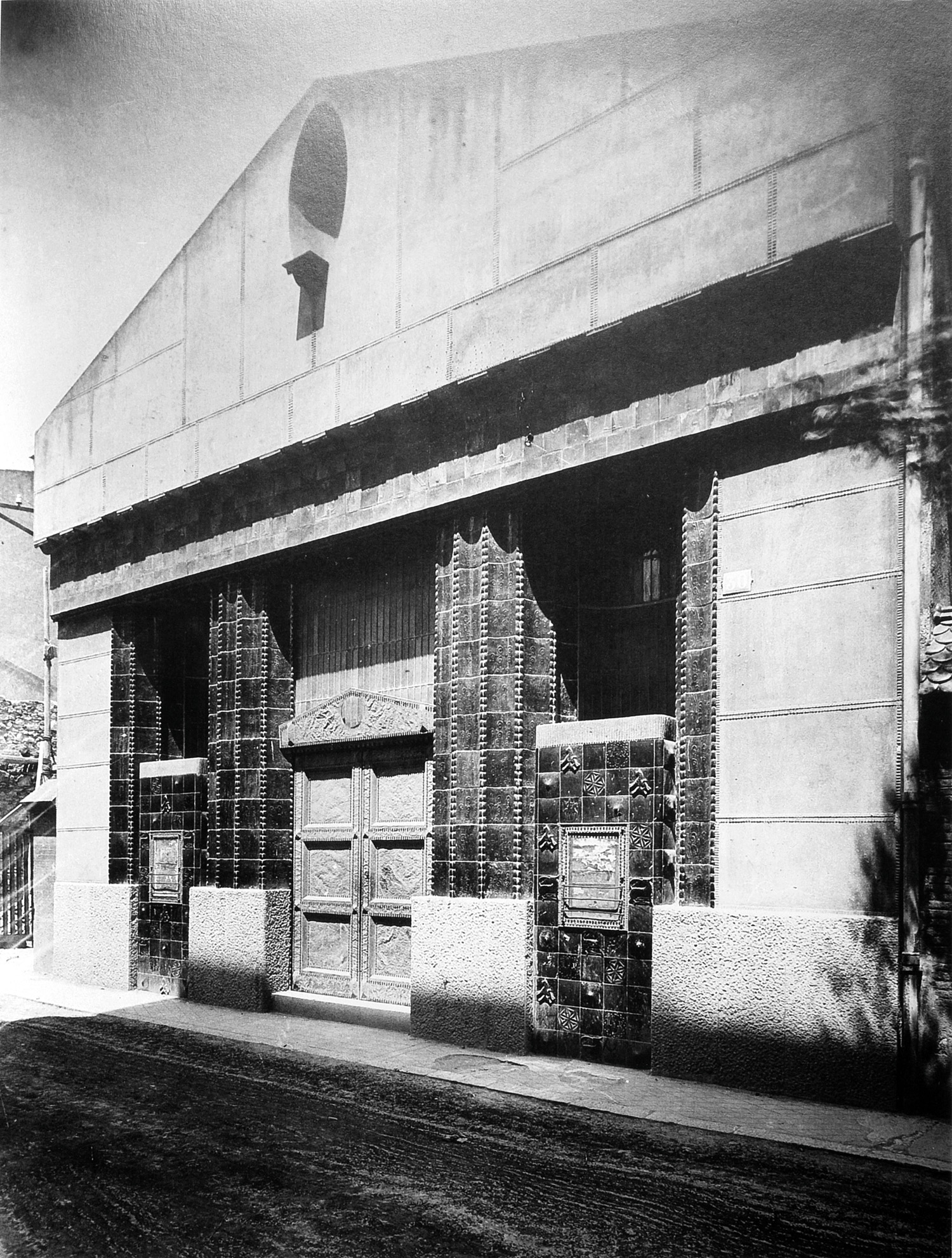
Façana d'Athenea poc després de la inauguració. 1913

La Societat Athenea va ser un projecte cultural promogut el 1913 a la ciutat de Girona per un grup de professionals i artistes amb la voluntat de crear un centre d'irradiació del Noucentisme. Es tractava d'un espai per a l'art, l'arquitectura, la música, la dansa i la literatura, creat amb la voluntat de difondre la modernitat i el treball dels artistes del seu temps. El model s'inspirava en experiències semblants sorgides en diferents ciutats europees, i va ser en bona part liderat per Rafael Masó, al retorn del seu viatge de noces per Europa.

## Història
S'atribueix la idea de crear la Societat Athenea a l'arquitecte Rafael Masó Valentí, qui el 1912, de viatge de noces per centre Europa, va conèixer experiències similars, especialment a Alemanya. La idea es basava en una promoció de les arts i oficis tradicionals, en connexió amb el disseny més contemporani, mitjançant l'associació d'aquests arts i oficis als corrents artístics coetanis. Rafael Masó va animar a una sèrie de gironins a constituir-se en societat. Aquest promotors van ser, a més de Rafael Masó, Xavier Monsalvatje, i Modest Furest, qui aportaria el local, al costat de noms tant representatius de la burgesia catalanista gironina com els senyors De Quintana, Pérez Xifra, Marquès de Camps, Camps i Arboix, Pla Cargol i el mateix Josep Ensesa. El projecte es va crear entre l'octubre i el desembre del 1912 i les obres es van realitzar entre el gener i el juny del 1913. Es tractà d'una reforma gairebé total d'un magatzem propietat del Dr. Modest Furest i Roca que es va inaugurar el primer de juliol de 1913. Mai es va acabar l'edifici tal com s'havia projectat, ja que no s'arribà a fer l'escultura de la façana prevista i que s'havia encarregat a Enric Casanovas. L'edifici va ser fins al 1917 la seu de la societat Athenea, però, extingida aquesta, l'Ajuntament, que l'havia llogat juntament amb l'edifici contigu -també construït per Masó com a Escola d'Arts i Oficis- va reformar-los per convertir-los en una Escola Normal de Mestres. Aquesta reforma va comportar l'alteració parcial de la façana, on la porta d'entrada esdevingué finestra i la porta es traslladà a l'antiga Escola d'Arts i Oficis. Després de la Guerra Civil es reformà completament l'interior, modificant tot el cos central entre pilastres. Finalment, l'edifici s'enderrocà l'any 1971, pel que fa a la part de l'Escola que donava a la Gran Via, i el 1975 l'edifici original d'Athenea i el que quedava de l'Escola, amb façana a Anselm Clavé.

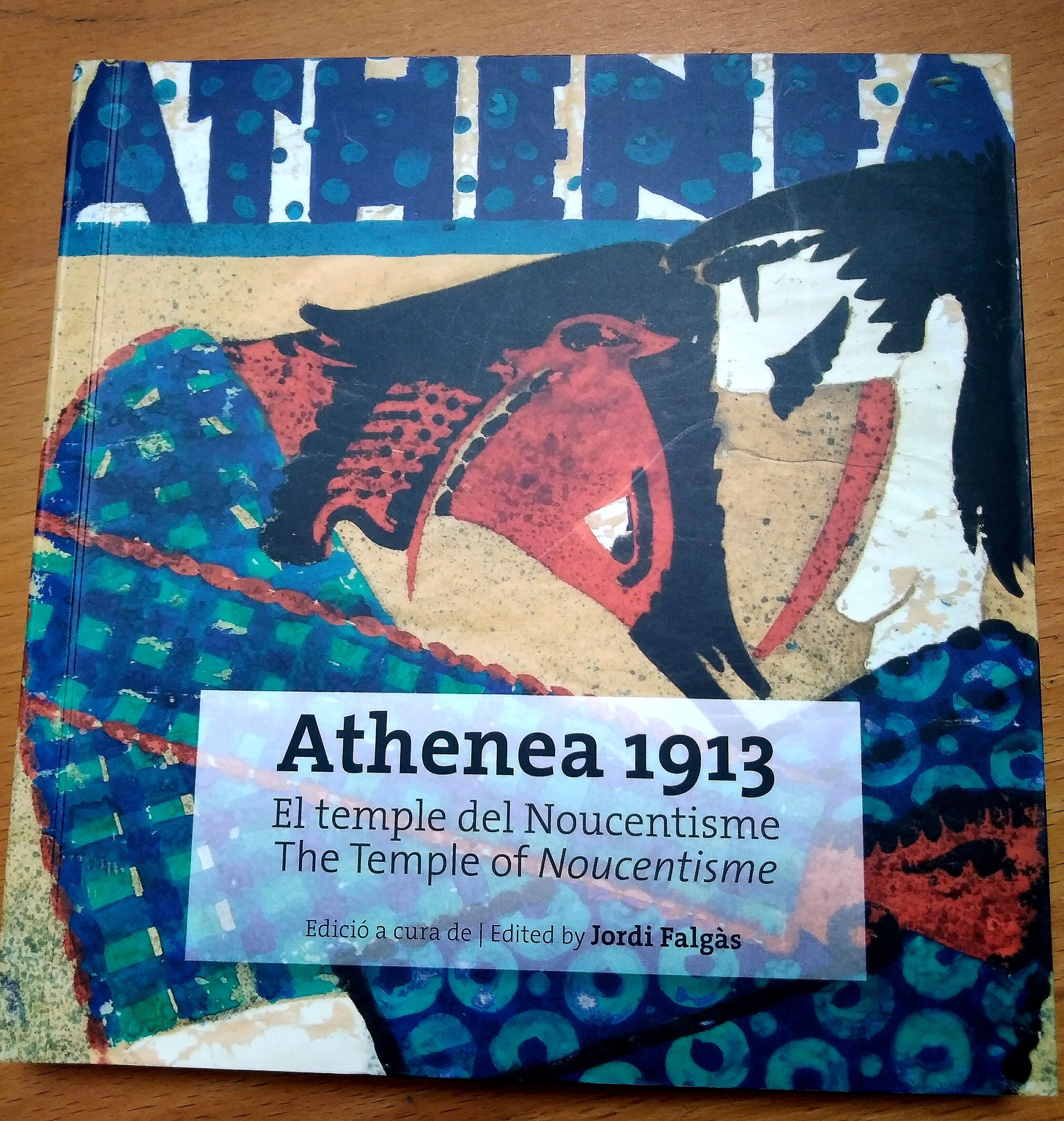
Porttada del Catàleg de l'Exposició dedicada a Athenea per part de la Fundació Rafael Masó el 2013.

Algunes de les activitats que han reforçat l'icona d'Athenea com a temple del noucentisme van ser la lectura d'Auques i Ventalls, en la presentació del llibre de Josep Carner a Girona, l'exposició d'Esteve Monegal i la de Torné Esquius, la conferència de Puig i Cadafalch sobre les ruïnes d'Empuries, la de Llorenç Ribé sobre l'Eneida i la Guillem Busquets a l'entorn de les ciutats jardí.
Encara es conserven a l'AHG tres dibuixos d'aquesta obra, un full amb diversos croquis de la façana i de l'interior, una perspectiva de l'interior i el dibuix de les lletres ATHENEA per al rètol del fris ceràmic. També es conserva una fotografia del 1916 feta per l'Arxiu Mas i tres fotografies més de l'interior durant la inauguració.